# Йохан IV фон Цинцендорф-Потендорф
Йохан IV фон Цинцендорф-Потендорф (на немски: Johann IV, Herr von Zinzendorff & Pottendorff; * 1507; † 27 октомври 1552) e господар на „Цинцендорф и Потендорф“ в Долна Австрия. Родът фон Цинцендорф и Потендорф се различава от род Зинцендорф, и не трябва да се бърка с род фон Цинцендорф.

## Произход и наследство
Той е син на Кристоф II фон Цинцендорф († 1539) и съпругата му София фон Потендорф, дъщеря наследничка на Фридрих Хундт фон Потендорф († 1488) и Елизабет фон Найтперг († 1503). Майка му донася Потендорф на фамилията.
Синовете му се разделят на няколко линии. Синът му Александер е издигнат на фрайхер. На 16 ноември 1662 г. родът е издигнат на австрийски наследствен граф. Правнукът му Максимилиан Еразмус (1633 – 1672) е издигнат на имперски граф.

## Фамилия
Йохан IV се жени 1535 г. за Анна фон Хоенемс († 1543), дъщеря на Ханс II фон Хоенемс-Дорнбирн († сл. 9 април 1557), шериф на Хоенкреен, и Сибила фон Ритхайм (Ридхайм) († 14 септември 1557). Анна фон Хоенемс е правнучка на Ханс Улрих I фон Хоенемс († 1449) и внучка на Якоб I фон Хоенемс-Дорнбирн († 1506) и Клара/Валпурга фон Щадион († 1498). Те имат няколко синове, от които син:
- Александер фон Цинцендорф-Потендорф (* 9 януари 1541; † 1577, Корсика), женен на 6 февруари 1570 г. за Сузана фон Фолкра († 1613)